# Horvát női labdarúgó-bajnokság (első osztály)
A Horvát női labdarúgó-bajnokság első osztálya (horvát nyelven Prva hrvatska nogometna liga za žene, vagy röviden Prva HNLŽ és 1. HNLŽ) a legfelsőbb szintű női labdarúgó-bajnokság Horvátországban, amelyet a Horvát labdarúgó-szövetség ír ki, és szervez meg 1992 óta.
A horvát női bajnokság győztese a következő évi Bajnokok Ligája sorozat selejtezőjében indulhat. A 2017–2018-as szezont követően a Split megszerezte első bajnoki címét. A legsikeresebb csapat a Osijek 23 bajnoki címével, a Dinamo-Maksimir négy elsőséggel követi őket.

## A 2020–2021-es szezon résztvevői
| Klub          | Település | Stadion              |
| ------------- | --------- | -------------------- |
| Agram         | Zágráb    | Buzin Stadion        |
| Dinamo Zagreb | Zágráb    | Maksimir Stadion     |
| Donat         | Zára      | Stanovi Stadion      |
| Marjan        | Split     | Gradski Stadion      |
| Neretva       | Metković  | Iza Vage Stadion     |
| Osijek        | Eszék     | Gradski Vrt Stadion  |
| Split         | Split     | Park Mladeži Stadion |
| Viktorija     | Bród      | Jelas Stadion        |

## Dobogósok 1992-től
| Szezon  | Bajnok              | Ezüstérmes       | Bronzérmes      | Gólkirálynő                      |
| ------- | ------------------- | ---------------- | --------------- | -------------------------------- |
| 1992    | Maksimir (1)        | Loto Zagreb      | Osijek          |                                  |
| 1993    | Zagreb (1)          | Osijek           | Loto Zagreb     |                                  |
| 1993–94 | Osijek (1)          | Zagreb           | Maksimir        |                                  |
| 1994–95 | Osijek (2)          | Loto Zagreb      | Maksimir        |                                  |
| 1995–96 | Osijek (3)          | Maksimir         | Loto Zagreb     |                                  |
| 1996–97 | Osijek (4)          | Maksimir         | Loto Zagreb     |                                  |
| 1997–98 | Osijek (5)          | Maksimir         | Susedgrad       |                                  |
| 1998–99 | Osijek (6)          |                  |                 |                                  |
| 1999–00 | Osijek (7)          | Maksimir         |                 |                                  |
| 2000–01 | Osijek (8)          | Maksimir         |                 |                                  |
| 2001–02 | Osijek (9)          | Dinamo Tomašanci | Pregrada        |                                  |
| 2002–03 | Osijek (10)         | Radnik '99       | Maksimir        |                                  |
| 2003–04 | Maksimir (2)        | Osijek           | Dalmacija       |                                  |
| 2004–05 | Maksimir (3)        | Viktorija        | Osijek          |                                  |
| 2005–06 | Dinamo-Maksimir (4) | Ombla            | Osijek          |                                  |
| 2006–07 | Osijek (11)         | Dinamo-Maksimir  | Viktorija       |                                  |
| 2007–08 | Osijek (12)         | Dinamo-Maksimir  | Viktorija       |                                  |
| 2008–09 | Osijek (13)         | Viktorija        | Dinamo-Maksimir |                                  |
| 2009–10 | Osijek (14)         | Viktorija        | Ombla           |                                  |
| 2010–11 | Osijek (15)         | Rijeka-Jack Pot  | Dinamo-Maksimir |                                  |
| 2011–12 | Osijek (16)         | Dinamo-Maksimir  | Agram           |                                  |
| 2012–13 | Osijek (17)         | Rijeka-Jack Pot  | Agram           |                                  |
| 2013–14 | Osijek (18)         | Split            | Rijeka-Jack Pot | Mateja Andrlić (Osijek) (43)     |
| 2014–15 | Osijek (19)         | Split            | Dinamo-Maksimir | Ana Marija Kalamiza (Split) (33) |
| 2015–16 | Osijek (20)         | Split            | Trnava          | Izabela Lojna (Osijek) (28)      |
| 2016–17 | Osijek (21)         | Agram            | Split           | Mateja Andrlić (Osijek) (39)     |
| 2017–18 | Osijek (22)         | Split            | Agram           | Lorena Balić (Osijek) (61)       |
| 2018–19 | Split (1)           | Osijek           | Dinamo Zagreb   | Lorena Balić (Osijek) (24)       |
| 2019–20 | Split (2)           | Osijek           | Dinamo Zagreb   | Lorena Balić (Osijek) (24)       |
| 2020–21 | Osijek (23)         | Split            | Dinamo Zagreb   | Lorena Balić (Osijek) (24)       |
| 2021–22 | Split (3)           | Osijek           | Dinamo Zagreb   | Lorena Balić (Osijek) (24)       |

## Klubonként
| Klub             | Győztes | Második | Győztes évek |
| ---------------- | ------- | ------- | --- |
| Osijek           | 24      | 5       | 1993–94, 1994–95, 1995–96, 1996–97, 1997–98, 1998–99, 1999–00, 2000–01, 2001–02, 2002–03, 2003–04, 2006–07, 2007–08, 2008–09, 2009–10, 2010–11, 2011–12, 2012–13, 2013–14, 2015–16, 2016–17, 2017–18, 2020–21, 2022/23 |
| Dinamo-Maksimir  | 4       | 8       | 1993, 2003–04, 2004–05, 2005–06 |
| Split            | 3       | 5       | 2018–19, 2019–20, 2021–22 |
| Dinamo Zagreb    | 1       | 3       | 1993 |
| Viktorija        | –       | 3       | – |
| Rijeka           | –       | 2       | – |
| Agram            | –       | 1       | – |
| Dinamo Tomašanci | –       | 1       | – |
| Ombla            | –       | 1       | – |
| Radnik '99       | –       | 1       | – |